# Philogenia peacocki
Philogenia peacocki – gatunek ważki z rodziny Philogeniidae. Występuje na terenie Ameryki Środkowej.